# Esquilo-do-ártico
O esquilo-do-ártico (AO 1945: esquilo-do-árctico) (Spermophilus parryii) é uma espécie de esquilo de pouco menos de 1 quilo e 40 centímetros de comprimento e o peso nem chega um quilograma. Tais roedores possuem orelhas pequenas e pelagem marrom salpicada de pontos brancos e manchas no pelo e são encontrados no Canadá e no Alasca. Possuem um corpo flexível e são muito tímidos.